# Ильинка (Новокузнецкий район)
Ильинка — село в Новокузнецком районе Кемеровской области России. Входит в состав Красулинского сельского поселения.

## География
Село расположено на высоте от 197 м над уровнем моря.

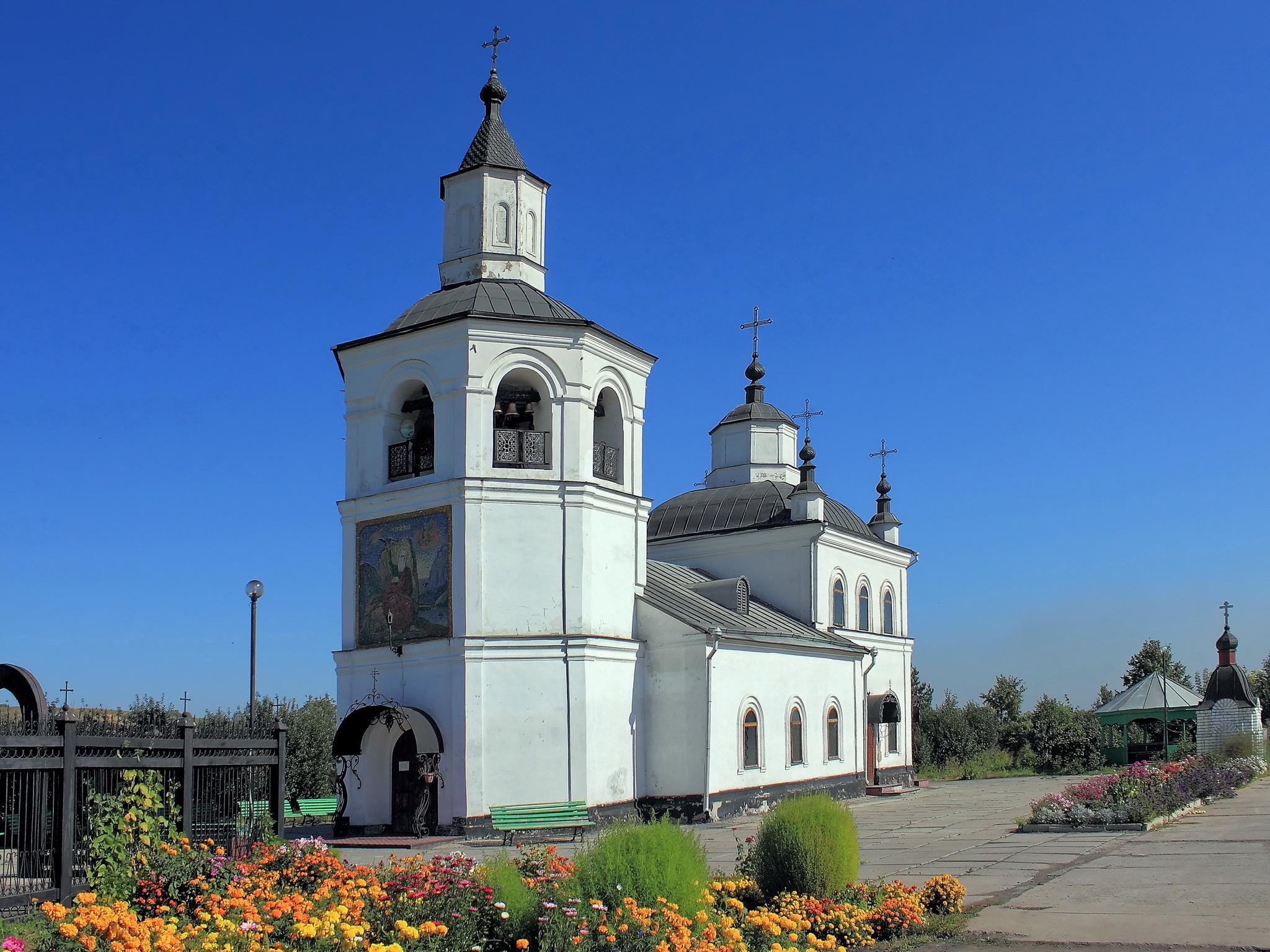
Храм Святого Ильи Пророка в селе Ильинка

## История
Появилось в XVII веке, в 1632 году. Названо в честь Ильи Пророка. В XIX веке являлось крупным селом.
До 2013 года село было административным центром ныне упразднённого Ильинского сельского поселения после вступления в силу областного закон от 7 марта 2013 года № 17-ОЗ в состав Красулинского сельского поселения включены упразднённые Ильинское и Металлургское сельские поселения.

## Население
| 2010 |
| ---- |
| 1708 |

## Известные жители и уроженцы
- Жих, Максим Васильевич[6](1895—1962) — первый председатель Ильинского Совдепа.
- Гаврилов, Валерий Фёдорович (1948—1982) — советский художник[7].
- Назаров, Илья Семёнович (1919—1944) — Герой Советского Союза.

## Инфраструктура
Школа, больница, военкомат, соцслужба, торговые предприятия, филиал НДРСУ , ЗАО Ильинское, отделение социального обслуживания на дому, редакция газеты «Сельские вести», 20 индивидуальных предпринимателей.

## Транспорт
Через село Ильинка проходят пригородные маршруты Новокузнецкого АО «ПАТП» № 103, 104, 106, 108, 188; сезонные № 111, 181, 187.
В селе действует религиозный автобусный маршрут: Новоильинский район — Церковь Ильи Пророка.